# Aceite de bergamota

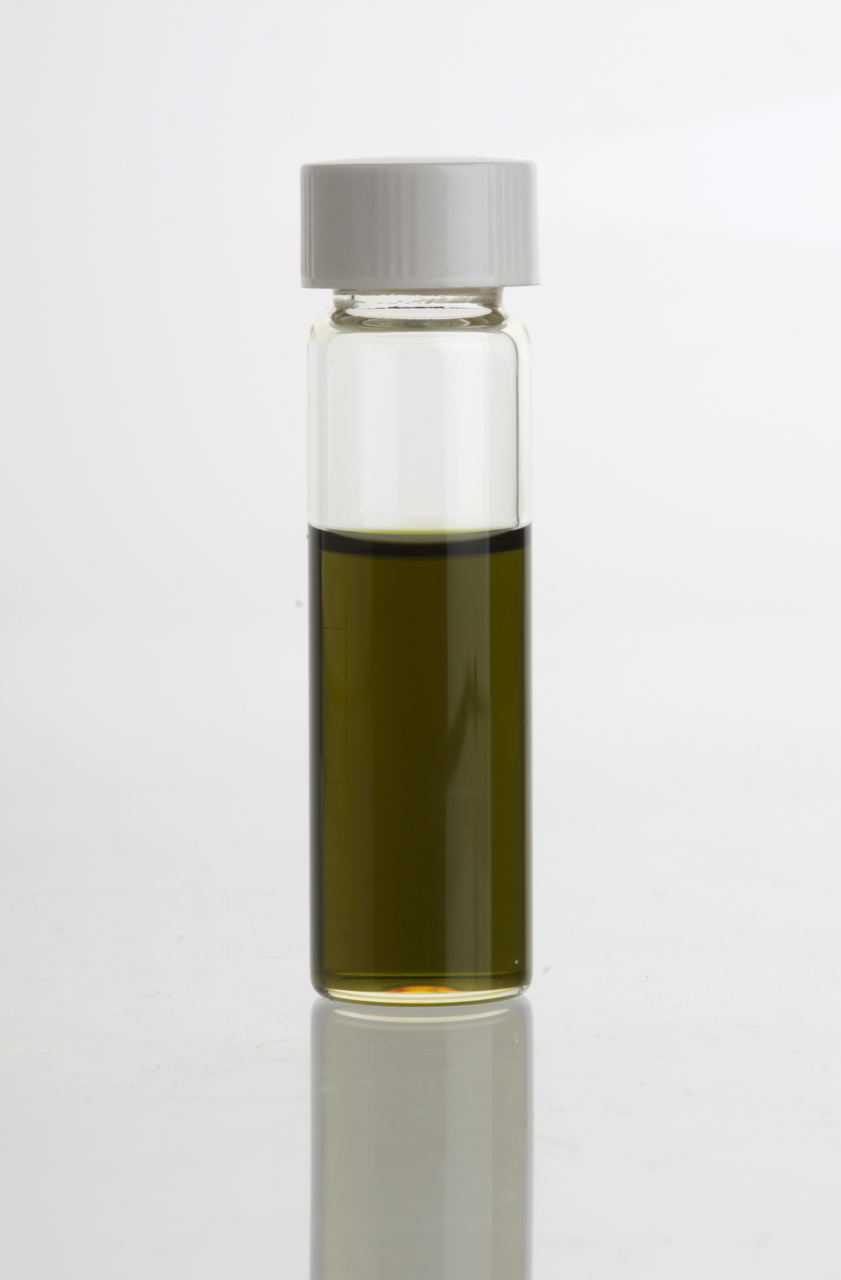
Aceite esencial de bergamota

El aceite de bergamota es un aceite esencial que se extrae por presión de la corteza de la bergamota (citrus bergamia)
Para ello, se eligen bergamotas muy maduras, se ralla su corteza y se les somete enseguida a presión. Se usa tanto en medicina como en la industria cosmética. 
El aceite de bergamota combina con otros aceites como el ciprés, eucalipto, geranio, lavanda, limón, así como el aceite de ylang-ylang.  En función de sus usos de este aceite pueden incluir aceites de cítricos como la naranja amarga, mandarina o el limón.

## Producción
La sfumatura o proceso de plegado lento era la técnica tradicional para extraer manualmente el aceite de bergamota.Con métodos más modernos, el aceite se extrae mecánicamente con máquinas llamadas peladoras, que raspan el exterior de la fruta bajo el agua corriente para obtener una emulsión que se canaliza hacia las centrifugadoras para separar la esencia del agua. Las cáscaras de 100 naranjas bergamotas rinden alrededor de 3 onzas (85 g) de aceite de bergamota.

## Usos
El aceite esencial de bergamota se ha utilizado en cosmética, aromaterapia y como aromatizante en alimentos y bebidas.Su aroma cítrico lo convierte en un agente aromatizante y desodorante natural.Los aceites volátiles de la naranja bergamota se describen como agentes aromatizantes en el Códice de Sustancias Químicas Alimentarias de la USP y, en general, la Administración de Alimentos y Medicamentos los reconoce como seguros para el consumo humano.Por ejemplo, el té Earl Grey es un tipo de té negro que puede contener aceite esencial de bergamota como aromatizante.
Históricamente, el aceite esencial de bergamota era un ingrediente del Eau de Cologne, un perfume originalmente inventado por Juan María Farina a principios del siglo XVIII.El primer registro del aceite de bergamota utilizado como fragancia en perfumes es de 1714, y se encuentra en el Archivo Farina de Colonia.